# Leopoldo Saínz de la Maza Gutiérrez-Solana y Gómez de la Puente
Leopoldo Saínz de la Maza Gutiérrez-Solana y Gómez de la Puente   (Utrera, 22 de desembre de 1879 - Morón de la Frontera, 3 de febrer de 1954), I comte de la Maza, fou un jugador de polo espanyol que va competir durant la dècada de 1920.
El 1920 va prendre part en els Jocs Olímpics d'Anvers, on guanyà la medalla de plata en la competició de polo en perdre contra la selecció britànica en la final. Saínz de la Maza compartí equip amb Jacobo Fitz-James Stuart, Álvaro de Figueroa i José de Figueroa. Quatre anys més tard, als Jocs de París fou quart en la competició de polo.
Coronel de Cavalleria retirat, senador per Càceres (1921-1922) i diputat a Corts (1919-1920), cavaller de l'Orde de Calatrava i de Jerusalem, condecorat amb les creus de primera classe de Maria Cristina i del Mèrit Militar, cavaller de la Legió d'Honor, Medalla Militar Italiana i d'altres, fou majordom de Setmana del rei Alfons XIII d'Espanya. El 18 d'abril de 1910 li fou concedit el títol nobiliari de I Comte de la Maza.
Es casà amb María Cristina Falcó y Álvarez de Toledo, Dama de la Reial Orde de la Reina Maria Lluïsa i VII Comtesa de Frigiliana, amb qui va tenir 3 fills.